# Maria Martins (escultora)
Maria de Lourdes Alves Martins (Campanha, 7 de agosto de 1894 — Rio de Janeiro,  28 de março de 1973) foi uma escultora, desenhista, gravurista, pintora, escritora e musicista brasileira. Uma das mais influentes surrealistas no Brasil, Maria Martins é as vezes chamada de Frida Kahlo brasileira.

## Vida e obra
Nasceu em Campanha (Minas Gerais) em 07 de agosto de 1894, filha de Cosmo, Senador, Ministro da Justiça da Velha República e membro da Academia Brasileira de Letras, e Fernandina de Faria Alves, sendo avós paternos João Luís Alves e Bárbara Luísa Barbosa Alves e avós maternos Fernando Antônio de Faria e Maria Vitória Pereira de Faria tendo sido declarante o Pai e testemunha Dr. Euclides da Cunha e Otávio Barbosa Carneiro. 
Casou-se, a primeira vez com o jurista e historiador Otávio Tarquínio de Sousa, de quem se separou, casando a segunda vez com o diplomata Carlos Martins Pereira e Sousa, gaúcho que era colega de infância de Getúlio Vargas - de quem a artista se tornaria amiga - e que, tal qual ela, gostava de festas e da vida mundana. Carlos Martins foi embaixador do Brasil, no período anterior e posterior à Segunda Guerra Mundial, tendo servido no Japão e também na Europa. Carlos e Maria tinham uma relação aberta, um tendo conhecimento de casos do outro. Mas também tinham uma solidariedade completa e se ajudaram muito em seus objetivos. 

Inicialmente, interessou-se pela música. Depois, estudou pintura em Paris; mas, aos trinta anos, se interessou pela escultura. Ainda na França, começou a trabalhar a madeira e, no Japão, aprendeu a modelar terracota, mármore e cera perdida. Em 1939, realizou estudos de escultura  com Oscar Jesper, em Bruxelas, passando a utilizar o bronze, que tornou, daí em diante, a ser o principal suporte à sua obra. No Brasil, sua presença maior se deu na Bienal de São Paulo, da qual participou desde o primeiro evento, em 1951. Na Bienal de 1955, chegou o reconhecimento, ao ser premiada com o título de melhor escultor nacional, com a obra om “A soma dos nossos dias”. Contudo, foi no exterior que se destacou. Em 1941 teve sua primeira mostra, em Washington, e, no mesmo ano, expôs em Paris e no Rio de Janeiro. Fixou seu ateliê em Nova Iorque e  foi destaque na Corcoran Gallery of Art, em Washington, sendo que um dos trabalhos expostos foi adquirido pelo Museu de Arte Moderna de Nova Iorque. Estava aberto o caminho. Nomes influentes passaram a se interessar por ela e, em breve, suas esculturas começaram a fazer parte do acervo de importantes colecionadores, como Max Jimenez, da Costa Rica, Federico Cantu, do México e Mário Carreño, de Cuba. Em 1968, numa entrevista dada a Clarice Lispector, declarou: "Um dia me deu vontade de talhar madeira e saiu um objeto que eu amei. E depois desse dia me entreguei de corpo e alma à escultura. Primeiro, em terracota, depois mármore, depois cera perdida que não tem limitações". Suas esculturas apresentam formas orgânicas, contorcidas, sensuais, que evocam culturas arcaicas, inspiradas em lendas e na natureza amazônica, com o que atraíram a atenção de surrealistas como André Breton, o autor do Manifesto surrealista, que escreve apresentação de exposição e convida a mineira a integrar-se ao grupo, Max Ernest, Roberto Matta, Yves Tanguy, Chagall, entre outros. Marcel Duchamp lhe dedicou duas obras, como testemunho do impacto da beleza e da sensibilidade vibrante da artista.
Artista influenciada pelo surrealismo, as suas obras foram reconhecidas internacionalmente, possuindo obras na seção de Arte Moderna do Museu de Arte da Filadélfia e também no Museu de Arte Moderna de Nova Iorque (MoMa), Museu de Arte Moderna Do Rio de Janeiro (MAM) , Museu de Arte Moderna de São Paulo (MAM), Paço das Artes da USP; também encontram-se trabalhos no Rio de Janeiro, Palácio do Planalto em Brasília e ainda em países como a França e a Bélgica. [carece de fontes?] No Palácio Itamaraty, em Brasília, há duas esculturas de sua autoria: "A mulher e sua sombra" e "O canto da noite".
No Museo de Arte Latinoamericano de Buenos Aires (MALBA) está exposto "O Impossível", escultura de sua autoria datada de 1945.

Foi amante do pintor e escultor franco-estadunidense Marcel Duchamp e de Benito Mussolini, amiga de Picasso e Mondrian, entrevistou Mao Tsé Tung e fez, no início do século XX, coisas que eram impensáveis para uma mulher. 